# USS Borie (DD-215)
Za druga plovila z istim imenom glejte USS Borie.
USS Borie (DD-215) je bil rušilec razreda Clemson v sestavi Vojne mornarice Združenih držav Amerike.
Rušilec je bil poimenovan po sekretarju za vojno mornarico Adolphu Edwardu Borieju.